# Lood(II)waterstofarsenaat
Loodwaterstofarsenaat is het toxisch loodzout van arseenzuur en heeft als brutoformule PbHAsO4. De stof komt voor als een reukloos wit poeder met een hoge dichtheid, dat onoplosbaar is in water. Het is een carcinogene verbinding, die ingedeeld is in IARC-klasse 1. De verbinding komt in de natuur voor als het mineraal schulteniet.

## Synthese
Loodwaterstofarsenaat kan bereid worden uit een reactie van lood(II)nitraat en arseenzuur:
{\displaystyle \mathrm {Pb(NO_{3})_{2}\ +\ H_{3}AsO_{4}\ \longrightarrow \ PbHAsO_{4}\ +\ 2\ HNO_{3}} }

## Toepassingen
Loodwaterstofarsenaat was een veelgebruikt insecticide dat voornamelijk tegen de coloradokever (Leptinotarsa decemlineata) en de plakker (Lymantria dispar) werd ingezet. De omgang met deze toxische en milieuschadelijke stof werd van land tot land anders geregeld. Zo werd in de Verenigde Staten loodwaterstofarsenaat tot in de jaren '50 nog ingezet (laatste gebruik in de VS rond 1965), terwijl het al in de jaren '20 in een aantal landen van Europa (waaronder Duitsland en Oostenrijk) was verboden. Het werd in de jaren '30 en '40 zelfs door boeren in de VS zelf gemaakt door een oplosbaar lood(II)zout te laten reageren met natriumarsenaat. Sedert 1 augustus 1988 is het ook in Verenigde Staten verboden om te gebruiken als insecticide.
| 1931   | 1935   | 1937   | 1953 | 1957 | 1959 |
| ------ | ------ | ------ | ---- | ---- | ---- |
| 17.225 | 23.650 | 28.700 | 7650 | 6440 | 5400 |

## Toxicologie en veiligheid
Loodwaterstofarsenaat ontleedt bij verhitting boven 270°C, met vorming van toxische dampen van arseen, lood en hun toxische verbindingen.
Loodwaterstofarsenaat is irriterend voor de ogen, de huid en de luchtwegen. De stof kan effecten hebben op het spijsverteringsstelsel en het zenuwstelsel. Op lange termijn of bij lange blootstelling kunnen er bijkomende effecten op de nieren, de lever en het bloed optreden. Loodwaterstofarsenaat is carcinogeen en schadelijk voor de voortplanting en groei van de mens.